# .m2ts
Il .m2ts è un formato di file contenitore per la multiplazione di audio e video. È basato sul transport stream MPEG-2. Questo formato si usa spesso per video ad alta definizione nei Blu-ray disc e AVCHD.

## Caratteristiche
Il formato contenitore M2TS è uno standard usato nei Blu-ray disc. I titoli Blu-ray Disc Video creati con il supporto del menù sono in formato BDMV (Blu-ray Disc Movie) e contengono audio, video nel formato contenitore BDAV (.m2ts), che è basato sul flusso di trasporto MPEG-2. Il contenitore BDAV è usato anche nel formato di disco BDAV (Blu-ray Audio/Visual), l'alternativa ai dischi BDMV. Questo formato è usato nei dischi BD-RE e BD-R per la registrazione audio/video.
Il formato M2TS con estensione .MTS o .m2ts è usato anche nel formato AVCHD, un formato per le videocamere digitali ad alta definizione. AVCHD è una forma semplificata dello standard Blu-ray Video con un solo algoritmo di codifica video e due audio. In confronto al formato Blu-ray Video, quello AVCHD può usare diversi supporti di archiviazione, come ad esempio DVD, schede di memoria o hard disk. Il formato M2TS contiene video registrati usando videocamere AVCHD, come i modelli Sony serie HDR-SR(xx).
Anche Panasonic, Canon e altre marche di videocamere AVCHD memorizzano video nel formato M2TS. Ci sono alcuni problemi di compatibilità tra le differenti marche AVCHD.

## Codec
Il formato contenitore M2TS usato nei Blu-ray disc può contenere uno dei tre possibili formati di compressione video supportati MPEG-2 Part 2, H.264/MPEG-4 AVC o SMPTE VC-1 e di compressione audio come Dolby Digital, DTS o il formato non compresso Linear PCM. Formati supportati opzionalmente sono Dolby Digital Plus, DTS-HD High Resolution Audio e Dolby Lossless.

## Struttura dei file e delle cartelle
I nomi dei file M2TS sono nel tipo xxxxx.m2ts dove xxxxx è un numero a 5 cifre che corrisponde al pezzo audio/video. Questo numero è usato anche nel nome del file delle informazioni associate al pezzo "xxxxx.clpi". (Questo numero può indicare la data e l'ora di quando il file è stato creato.) Ogni stream ha il suo file corrispondente.
I file nel formato AVCHD usano la convenzione per i nomi dei file "8.3", mentre i Blu-ray disc usano nomi lunghi. Questo spiega perché l'estensione dei file video è ".MTS" invece che ".m2ts" come nel Blu-ray. Anche altri file usano estensioni differenti: .CPI - .clpi, .MPL - .mpls, .BDM - .bdmv.
I file M2TS nei Blu-ray disc si trovano nella sottocartella "STREAM" della cartella "BDMV (o "BDAV"), la cartella root. (es. \BDMV\STREAM\00001.m2ts o \BDAV\STREAM\00001.m2ts)
In alcuni dispositivi AVCHD, la cartella "BDMV" si trova dentro quella la cartella root "AVCHD". (es. \AVCHD\BDMV\STREAM\00001.MTS)

## Supporto software
Quasi tutti i titoli Blu-ray commerciali usano un metodo di protezione chiamato Advanced Access Content System che cripta il contenuto del disco (compresi i file M2TS). Un programma che supporta i file M2TS di solito legge solo i file decriptati o non criptati. I visualizzatori di Blu-ray Video possono a volte leggere contenuti criptati dal disco originale.
I video creati usando un dispositivo AVCHD solitamente non sono criptati.
Alcuni file M2TS si possono riprodurre con ALLPlayer, MPlayer, Windows Media Player, BSplayer, VLC media player, Zoom Player, e altri lettori multimediali, a seconda del formato di compressione del file M2TS. Ad alcuni riproduttori può servire un codec o plugin adeguato. L'estensione .m2ts non è sempre associato automaticamente al riproduttore, quindi potrebbe essere necessario aprirlo dal programma.
Le versioni correnti di Nero Vision, AVS Video Converter, FormatFactory, Total video converter, MediaCoder e di Picture Motion Browser sono in grado di convertire file M2TS in file MPEG-4, che può essere letto anche dai riproduttori citati.
I prodotti Sony Media Manager PRO per PSP, Walkman e Mobile Media Manager PRO sono in grado di convertire il formato M2TS in file mp4.
Il formato M2TS Sony non è necessariamente uguale a quello delle videocamere Panasonic o Canon. Comunque, programmi come Sony Vegas Pro possono aprire e modificare sia i file M2TS Sony M2TS sia quelli Panasonic. (Sony Vegas Pro v.9 può anche leggere e modificare file M2TS creati con videocamere Canon Vixia.) L'unico altro software che può trattare entrambi i tipi è attualmente Pinnacle Studio 12 Ultimate.
I file M2TS possono essere riprodotti nelle PlayStation 3, nelle TV Sony Bravia, e Panasonic Viera che supportano la riproduzione di AVCHD.